# François Cosserat

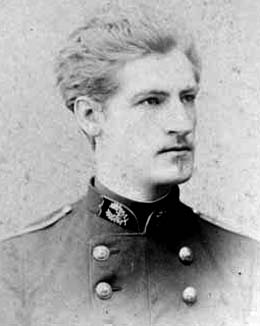
Porträt von François Nicolas Cosserat

François Nicolas Cosserat (* 26. Oktober 1852 in Douai; † 22. März 1914 in Frankreich) war ein französischer Bauingenieur.

## Leben
Cosserat war der ältere Bruder von Eugène Cosserat und hatte einen weiteren Bruder, Lucien Constant Cosserat (1856–1897), einen Eisenbahningenieur, der wie François Cosserat an der École polytechnique studiert hatte. Cosserat studierte 1870 bis 1872 an der École polytechnique und setzte dann seine Ausbildung zum Bauingenieur an der École Nationale des Ponts et Chaussées fort mit dem Abschluss 1875. Danach arbeitete er als Eisenbahningenieur an Eisenbahntrassen, Brücken und Tunneln. Zuerst arbeitete er in Nordfrankreich, dann im Osten Frankreichs. 1895 wurde er Chefingenieur 2. Klasse.
Neben seiner praktischen Arbeit als Ingenieur arbeitete er mit seinem Bruder Eugène, einem Mathematiker und Astronomen an der Universität in Toulouse, zusammen über Elastizitätstheorie. Hier ist das Cosserat Kontinuum nach beiden benannt. Er war 1913 Präsident der französischen mathematischen Gesellschaft, wurde 1893 Ritter der Ehrenlegion und 1896 Mitglied der Académie des sciences.
Er übersetzte auch aus dem Englischen, Deutschen und Russischen. Zum Zeitpunkt seines Todes übersetzte er die Prinzipien der Statistischen Mechanik von Josiah Willard Gibbs ins Französische. Er war wie sein Bruder Mitarbeiter der französischen Ausgabe der Enzyklopädie der mathematischen Wissenschaften, wofür er Artikel aus dem Deutschen übersetzte und bearbeitete.

## Schriften
- mit E. Cosserat: Théorie de l’élasticité, 1896.
- mit E. Cosserat: Théorie des corps déformables, Paris: Hermann 1909.